# Weegen
Weegen ist ein Stadtteil von Lohmar im Rhein-Sieg-Kreis in Nordrhein-Westfalen. Der Ort war schon vor der Gebietsreform im Jahre 1969 Teil der früheren Gemeinde Lohmar.

## Geographie
Weegen liegt im südwestlichen Lohmar. Umliegende Ortschaften und Weiler sind Donrath und Höngen im Norden, Halberg und Ellhausen im Nordosten, Salgert und Gebermühle im Osten sowie Lohmar-Ort im Süden und Westen. Zu Weegen gehört auch der Wohnplatz Eichen.
Der Hasselsiefen entspringt nördlich von Weegen und mündet orographisch links in die Agger.

## Verkehr
- Weegen liegt an den Bundesstraßen 484 der 507 sowie der Kreisstraße 37.
- Der nächstgelegene Bahnhof ist in Rösrath.
- Die Nähe zum Schulkomplex von Gymnasium und Realschule Lohmar führt zu einem umfassenden Busangebot. Der ÖPNV wird durch das Anruf-Sammeltaxi (AST) ergänzt. Weegen gehört zum Tarifgebiet des Verkehrsverbund Rhein-Sieg (VRS).

## Trivia
In Lohmar gibt es viele Ortschaften mit gleichen oder ähnlich klingenden Namen, wie z. B. den Weiler Weeg südöstlich von Wahlscheid – dies ist für Besucher oftmals problematisch.